# Прово
Прово (англ. Provo) — місто (англ. city) в США, в окрузі Юта штату Юта. Населення — 115 162 особи (2020).

## Географія
Прово розташоване за координатами 40°14′43″ пн. ш. 111°38′41″ зх. д. / 40.24528° пн. ш. 111.64472° зх. д. (40.245330, -111.644807).  За даними Бюро перепису населення США в 2010 році місто мало площу 114,41 км², з яких 107,93 км² — суходіл та 6,47 км² — водойми.

### Клімат
| Клімат : Прово          | Клімат : Прово | Клімат : Прово | Клімат : Прово | Клімат : Прово | Клімат : Прово | Клімат : Прово | Клімат : Прово | Клімат : Прово | Клімат : Прово | Клімат : Прово | Клімат : Прово | Клімат : Прово | Клімат : Прово |
| Показник                | Січ.           | Лют.           | Бер.           | Квіт.          | Трав.          | Черв.          | Лип.           | Серп.          | Вер.           | Жовт.          | Лист.          | Груд.          | Рік            |
| Абсолютний максимум, °C | 17,2           | 22,8           | 28,9           | 31,7           | 36,7           | 40,0           | 42,2           | 41,7           | 36,7           | 32,2           | 24,4           | 22,2           | 42,2           |
| Середній максимум, °C   | 4,2            | 7,6            | 13,6           | 18,3           | 23,8           | 29,7           | 34,2           | 33,1           | 27,6           | 19,7           | 10,9           | 4,4            | 18,9           |
| Середня температура, °C | −0,6           | 2,0            | 7,2            | 11,2           | 16,0           | 20,9           | 25,2           | 24,2           | 18,9           | 12,1           | 5,2            | −0,1           | 11,8           |
| Середній мінімум, °C    | −5,4           | −3,5           | 0,7            | 4,1            | 8,2            | 12,2           | 16,1           | 15,4           | 10,4           | 4,6            | −0,5           | −4,7           | 4,8            |
| Абсолютний мінімум, °C  | −32,8          | −28,9          | −17,8          | −11,1          | −2,8           | −1,7           | 1,7            | 3,9            | −6,1           | −11,7          | −16,1          | −34,4          | −34,4          |
| Норма опадів, мм        | 48             | 47             | 49             | 51             | 53             | 30             | 19             | 25             | 37             | 51             | 43             | 49             | 502            |
| Днів з опадами          | 10,1           | 10,2           | 10,3           | 10,0           | 9,2            | 6,4            | 5,6            | 6,7            | 7,1            | 7,9            | 9,5            | 10,1           | 103,1          |
| Днів зі снігом          | 6,1            | 5,0            | 3,5            | 1,8            | 0,2            | 0              | 0              | 0              | 0              | 0,6            | 3,6            | 6,1            | 26,9           |
| ----------------------- | -------------- | -------------- | -------------- | -------------- | -------------- | -------------- | -------------- | -------------- | -------------- | -------------- | -------------- | -------------- | -------------- |
| Джерело: NOAA           |                |                |                |                |                |                |                |                |                |                |                |                |                |

## Перепис 2010
Згідно з переписом 2010 року, у місті мешкало 112 488 осіб у 31 524 домогосподарствах у складі 21 166 родин. Густота населення становила 983 особи/км².  Було 33212 помешкання (290/км²).
Расовий склад населення:
| - 84,8 % — білих - 2,5 % — азіатів - 1,1 % — вихідців з тихоокеанських островів - 0,8 % — корінних американців - 0,7 % — чорних або афроамериканців - 6,6 % — осіб інших рас |

До двох чи більше рас належало 3,4 %. Частка іспаномовних становила 15,2 % від усіх жителів.
За віковим діапазоном населення розподілялося таким чином: 22,3 % — особи молодші 18 років, 71,9 % — особи у віці 18—64 років, 5,8 % — особи у віці 65 років та старші. Медіана віку мешканця становила 23,3 року. На 100 осіб жіночої статі у місті припадало 98,2 чоловіків;  на 100 жінок у віці від 18 років та старших — 96,5 чоловіків також старших 18 років.
Середній дохід на одне домашнє господарство  становив 59 221 долар США (медіана — 41 291), а середній дохід на одну сім'ю — 65 247 доларів (медіана — 45 108). Медіана доходів становила 39 501 долар для чоловіків та 28 280 доларів для жінок. За межею бідності перебувало 28,8 % осіб, у тому числі 23,1 % дітей у віці до 18 років та 6,4 % осіб у віці 65 років та старших.
Цивільне працевлаштоване населення становило 59 321 особа. Основні галузі зайнятості: освіта, охорона здоров'я та соціальна допомога — 35,4 %, науковці, спеціалісти, менеджери — 14,3 %, роздрібна торгівля — 11,5 %, мистецтво, розваги та відпочинок — 9,2 %.

## Перепис 2000
За даними перепису 2000 року,
на території муніципалітету мешкало 105 166 людей, було 29 192 садиб та 19 938 сімей.
Густота населення становила 1,024,3 осіб/км². Було 30374 житлових будинків.
З 29 192 садиб у 33,8% проживали діти до 18 років, подружніх пар, що мешкали разом, було 57,0 %,
садиб, у яких господиня не мала чоловіка — 7,8 %, садиб без сім'ї — 31,7 %.
Власники 33,8% садиб мали вік, що перевищував 65 років, а в 57,0% садиб принаймні одна людина була старшою за 65 років.
Кількість людей у середньому на садибу становила 3,34, а в середньому на родину 3,40.
Середній річний дохід на садибу становив 34 313 доларів США, а на родину — 36 393 доларів США.
Чоловіки мали дохід 32 010 доларів, жінки — 20 928 доларів.
Дохід на душу населення був 13 207 доларів.
Приблизно 12,5 % родин та 26,8 % населення жили за межею бідності.
Серед них осіб до 18 років було 14,4 %, і понад 65 років — 4,3 %.
Середній вік населення становив 23 років.